# Euagathis minuta
Euagathis minuta är en stekelart som beskrevs av Simbolotti och Van Achterberg 1990. Euagathis minuta ingår i släktet Euagathis och familjen bracksteklar. Inga underarter finns listade i Catalogue of Life.